# كيسوكي هادا
كيسوكي هادا (باليابانية: 羽田 敬介) (مواليد 20 فبراير 1978)، هو لاعب كرة قدم ياباني سابق كان يلعب كحارس مرمى.

## وصلات خارجية
- كيسوكي هادا على موقع رابطة كرة القدم اليابانية للمحترفين (اليابانية)
- كيسوكي هادا على موقع عالم كرة القدم.نت (الإنجليزية)